# إقليم ماشونالاند الوسطى
أقليم ماشونالاند الوسطى (بالإنجليزية: Mashonaland Central Province)‏ هو أقليم في زيمبابوي، يتبع زيمبابوي، بلغ عدد سكانه 1٬166٬928 نسمة، في 2013، عاصمته Bindura ‏، تبلغ مساحته 28٬347٫0 كيلومتر مربع.

## الموقع
يشترك في الحدود مع:
- إقليم ماشونالاند الغربية
- إقليم ماشونالاند الشرقية.